# A Boy Called Sailboat
A Boy Called Sailboat és una pel·lícula de comèdia dramàtica del 2018 produïda entre els Estats Units i Austràlia. Escrita i dirigida per Cameron Nugent, és protagonitzada per Lew Temple, Elizabeth De Razzo, Noel Gugliemi, Jake Busey i J. K. Simmons. S'ha doblat i subtitulat al català.
Als ARIA Music Awards de 2020, la banda sonora va ser nominada a la millor banda sonora original, repartiment o àlbum d'espectacles.

## Sinopsi
Una família hispana té grans esperances dipositades en el seu extraordinari fill, anomenat Sailboat, quan un gest personal desperta un desig global. Amb una petita guitarra, en Sailboat lidera un petit grup de persones en la miraculosa història del secret més gran mai explicat.

## Repartiment
- Julian Atocani Sánchez com a Veler
- Jake Busey com a Bing
- J. K. Simmons com Ernest
- Noel Gugliemi com a José
- Lew Temple com a DJ
- Bernard Curry com a àrbitre, actor i veu
- Elizabeth De Razzo com a Meyo